# Ruellia nobilis
Ruellia nobilis là một loài thực vật có hoa trong họ Ô rô. Loài này được (S. Moore) Lindau miêu tả khoa học đầu tiên năm 1909.